# NGC 4602
NGC 4602 is een balkspiraalstelsel in het sterrenbeeld Maagd. Het hemelobject werd op 17 april 1784 ontdekt door de Duits-Britse astronoom William Herschel.

## Synoniemen
- MCG -1-32-36
- IRAS 12380-0451
- PGC 42476